# توکای رسی‌رنگ
توکای رسی‌رنگ (نام علمی: Turdus grayi) نام یک گونه از سرده توکای حقیقی است.